# Karim Noureldin
Karim Noureldin (* 8. Dezember 1967 in Zürich) ist ein Schweizer Künstler.

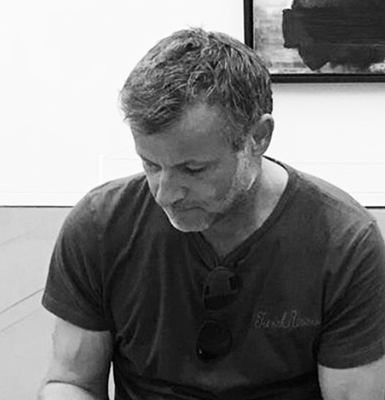
Photo of Artist

## Leben
Karim Noureldin studierte von 1988 bis 1989 an der Zürcher Hochschule der Künste sowie von 1990 bis 1993 an der Schule für Gestaltung Basel. Von 1994 bis 2000 lebte er in New York City, ab 2001 in Rom, Kairo und London. Seit 2002 lebt und arbeitet er in Lausanne.
Seit 2002 ist er Dozent für Bildende Kunst an der Ecole cantonale d’art de Lausanne (ECAL). Mitglied von mehreren kulturellen Institutionen, ist Karim Noureldin seit 2017 Mitglied des Stiftungsrats der Hermann und Margrit Rupf Foundation / Rupf Collection, Bern sowie seit 2019 der Theodor Bally Estate Foundation.

## Werk
Karim Noureldin arbeitet hauptsächlich im Bereich der zeitgenössischen Zeichnung. Parallel zum zeichnerischen Werk entstehen Projekte im Bereich von Fotografie, Skulptur, raumbezogener Wand- und Bodenmalerei sowie ortsspezifischer Rauminstallation in Museen und Galerien der Gegenwartskunst sowie im öffentlichen Raum. Außerdem arbeitete er an Projekten einer jüngeren Generation von Schweizer Architekten mit. In Zusammenarbeit mit Herstellern in Indien, entstehen ausserdem seit 2016 textile Objekte und Installationen sowie keramische Arbeiten.

## Auszeichnungen und Preise
- 2014: Preis der Iréne Raymond Stiftung, Lausanne
- 1994, 2001, 2006, 2008: Artist in Residence New York, Rome, London, Kairo
- 2004: Manor Kunstpreis des Kantons Zürich
- 1997: Eidgenössischer Preis für freie Kunst / Swiss Art Award, Bern
- 1997: Preis der Kiefer Hablitzel Stiftung, Bern
- 1997: Cahier d'Artiste, Pro Helvetia, Zürich
- 1996, 2001: Stipendium des Kunstkredits, Basel

## Ausstellungen

### Einzelausstellungen (Auswahl)
- Equinox, von Bartha, Basel, Schweiz (2019)
- Tekati, RIBOT arte contemporanea, Mailand, Italien (2018)
- Oreo, Bernhard Knaus Fine Art, Frankfurt (2016)[3]
- Karim Noureldin - von Bartha Chesa, S-chanf (2016)
- adhoc, Bochum (2016)[4]
- Keliuaisikiqs, Centre d’art contemporain, Yverdon-les-Bains (2015)
- Olap, Kunstmuseum Villa Zanders, Bergisch Gladbach (2015)
- Kunst(Zeug)Haus, Rapperswil-Jona (2014)
- Kunstmuseum Bonn (2007)
- Musée d’Art moderne et contemporain MAMCO Genf (2005, 2016)[5]
- Kunstmuseum Winterthur (2004)[6]
- Fri Art - Centre d'art contemporain Fribourg (2003)
- Kunsthalle Basel (2002)[7]
- Kunstmuseum Thun (2000)[8]
- The Swiss Institute New York (1997)
- Holly Solomon, New York (1994)

### Gruppenausstellungen (Auswahl)
- Karim Noureldin / Katharina Hinsberg, Bernhard Knaus Fine Art, Frankfurt am Main[9]
- Mind the Gap! Zwischen bekannten und neuen Räumen, Museum für konkrete Kunst, Ingolstadt (2020/21)
- Visual Semiotics, Bernhard Knaus Fine Art, Frankfurt (2019/20)[10]
- Atlas, Cartographie du don, Musée cantonal des Beaux-Arts MCBA, Lausanne (2019)
- Big Picture – Das grosse Format, Aargauer Kunsthaus, Aarau (2019)
- Constructor, Galerie N-Z, Arendonk (2018)
- Musée des Beaux-Arts, La Chaux-de-Fonds (2018)
- Ricochet, Centre d’Art Contemporain CACY, Yverdon-les-Bain (2018)
- Sammlung Linie, LWL-Museum für Kunst und Kultur – Westfälisches Landesmuseum, Münster (2017)[11]
- Gezeichnet/gezeigt - Kunsthalle Palazzo, Liestal (2017)
- The Colour and the Shape - Patrick Heide Contemporary Art, London (2017)
- Die Linie ist Gedanke - Faszination Zeichnung - Stihl Galerie Waiblingen, Waiblingen (2017)
- Fokus Papier - Kunstmuseum Basel, Basel (2017)
- When Forms Become Attitude - Kunst Raum Riehen, Basel (2016)
- Kunstsammlung - Kantonbasel-Landschaft - Ein Aussenblick ! - Kunsthalle Palazzo, Liestal (2016)
- Accrochage - Musée cantonal des Beaux-Arts - MCBA, Lausanne (2016)
- Musée de Cambrai, Cambrai (2016)
- Museum Oskar Reinhart, Winterthur (2015)
- MCBA Musée Cantonal des Beaux-Arts, Lausanne (2015)
- Musée Jenisch, Vevey (2015)
- Kunstmuseum Liechtenstein (2011)
- Aargauer Kunsthaus, Aarau (2010, 2017)
- Musee Rath, Genf (2010)
- Museum Franz Gertsch, Burgdorf (2009)
- l’Espace de l’art concret-Donation Albers-Honegger, Mouans-Sartoux (2008)
- Forde - Espace d'art contemporain Geneva (2007)
- The Drawing Room, London (2007)
- CAN - Centre d’Art Neuchatel (2006)
- Helmhaus Zürich (2005)
- Kunstmuseum Thun (2003)[12]
- CAN - Centre d’Art Neuchatel (2003)
- Kunstmuseum Solothurn (2004)[13]
- Fri Art - Centre d'art contemporain Fribourg (2002)
- Kunsthalle Basel (2001)
- Kunstmuseum Basel (1999, 2002, 2017)
- The Swiss Institute New York (1997)